# 桜 稲垣早希
桜 稲垣早希（さくら いながきさき、1983年12月27日 - ）は、日本のお笑いタレント、ものまねタレント、グラビアモデル、YouTuber。吉本興業東京本部所属。兵庫県神戸市東灘区出身。本名は稲垣 早希（いながき さき）。

## 来歴
神戸市立福池小学校、神戸市立魚崎中学校、私立甲子園学院高等学校卒業。高校1年生から芸能事務所に所属し、女優を目指してエキストラやリポーターなどのタレント活動をしていた。
2005年、NSC大阪校女性タレントコースに1期生として入学。大阪NSC28期と同期扱い。
在学途中でお笑いタレントに方向転換することになり、2007年途中に同期生の増田倫子とお笑いコンビ『桜』を結成。また同年度、大阪三大夏祭りの一つ『愛染まつり』で愛染娘に選ばれている。
2008年、MBS『なまみつ』番組内でロケ企画『関西縦断ブログ旅』がスタート。以降、後継番組『ロケみつ』でも同一企画でレギュラー出演を続け、関西を中心に人気となる（以降『四国一周』『西日本横断』『ヨーロッパ横断』の各ブログ旅を経て、2014年からスタジオレギュラーとなる）。番組は2015年3月27日に最終回を迎え、6年半の歴史に幕を下ろした。
2009年12月、増田がお笑い芸人として引退し、ダンサーに転身したためピン芸人『桜・稲垣早希』として活動を開始。なお、名義上は、お笑いコンビ「桜」の増田の卒業となっている。
2010年7月22日、中黒（・）から半角空き（スペース）に変えた現在の芸名に改名。同年に吉本興業所属のアニメキャラ芸人たちによるコメディーショー『劇団アニメ座』メンバーに加入。
2013年10月、『大阪府子ども防犯大使』に任命される。
2014年4月27日からR藤本と非公認お笑いコンビ『ドラゴゲリオンZ』を結成し、ニコニコ生放送などで活動を開始。同コンビで2015年からM-1グランプリにも参戦している。
2016年2月12日、デニスとともに岡山県瀬戸内市の初代観光PR大使に就任する。
2016年4月10日、YouTubeに「桜 稲垣早希チャンネル」を開設し、YouTuberとしても活動開始。2019年時点ではASMR動画を中心に投稿し、チャンネル登録20万人を突破している。

### 東京進出
2018年4月、大阪から上京。よしもとクリエイティブ・エージェンシー東京本部へ所属変更し、活動拠点を東京に移す。
2019年2月27日、元AppBank所属（2020年退社）で、YouTuberの「りおなり」との結婚を発表。同年5月に挙式した。以降、個人チャンネルのみならず、夫婦で運営するチャンネルにも頻繁に出演している。
2019年9月21日、YouTubeチャンネルで妊娠5ヶ月であることを公表、翌2020年2月4日に第1子男児を帝王切開で出産。
2020年8月23日、『新生紀ドラゴゲリオンZ』が最終回を迎えた。それに伴って、ドラゴゲリオンZ（ベジータとアスカ）でのコンビ活動はなくなり、事実上の解散状態。ただし、素の状態では『GuuGoo』で共演している。

### タイ移住
2023年3月より家族でタイに移住し、タイ住みます芸人として活動することを発表した。
2024年6月25日、タイ住みます芸人として「パッタイ早希」と言う名前で活動し、通常の仕事はこれまで通り「桜 稲垣早希」で活動するとインスタグラムで発表した。

## 芸風
アニメキャラの声マネを得意とする。『新世紀エヴァンゲリオン』シリーズの大ファンであり、特に惣流・アスカ・ラングレーおよびアスカの声優である宮村優子が好きで、アスカの声マネのほか、宮村が演じる他のアニメキャラの声マネ（『名探偵コナン』の遠山和葉など）も披露することがある。また「一人エヴァンゲリオン」と称し、綾波レイや碇シンジなどの声マネを交えて会話シーンを演じるネタもある。アスカの声マネは中学生の頃から行なっており、2008年にMBS『ロケみつ』で宮村と共演した際には、あまりにも声が似ていることを宮村本人から認められた。その後宮村とは友人関係となり、私生活でも交流がある他、自身や宮村のYouTubeチャンネルに二人で（夫である「りおなり」との三人の場合もある）出演したこともある。
ピン芸人として出演する舞台では、アスカのコスプレに身を包み、キャラクターになりきりながらめくり芸や漫談などを行なうネタが中心。胸が小さいのがコンプレックスであり、それを逆手に取った「貧乳」というネタも持っている（貧乳であることの利点を挙げるフリップ漫談）。ネタ披露以外の場では、アスカのコスプレ状態であっても素の関西弁で喋るケースが多い。
他にも、浅倉南（『タッチ』）、涼宮ハルヒ（『涼宮ハルヒの憂鬱』）、ミスマル・ユリカ（『機動戦艦ナデシコ』）、シャンプー（『らんま1/2』）、声優の林原めぐみの声マネなどを得意としている。アニメキャラ以外では、小倉優子、清水よし子（ピンクの電話）などのレパートリーを持つ。

## 人物

### 人物像
身長166 cm、体重48 kg、血液型O型。既婚。
芸能界に入ろうと思ったきっかけは、小学校時代に自分をいじめていた男子児童が「将来の夢はタレントになる」と書いていたことを知り、「だったら私も同じ職業でこいつのさらに上を行ってやる」と思ったことから。
兄の影響もあり、子供の頃からマンガやアニメが好きで、中学時代は『るろうに剣心 -明治剣客浪漫譚-』への憧れから剣道部に所属。また、漫画『忍空』にはまっていた時期があり、主人公風助の影響を受けて、笑う際などに舌が口から少し出る癖がついてしまい、現在もこの癖が残っている。
妖怪マニアでもあり、妖怪の絵を子供のころからよく描いていて、『千鳥のぼっけぇTV!』『ロケみつ〜ロケ×ロケ×ロケ〜』『あほやねん!すきやねん!』などで紹介されたこともある。
視力は悪く、コンタクトレンズを使っている。プライベートでは眼鏡を使用しており、眼鏡姿の写真が公式ブログにアップされることもある。
小さい頃は、父親とよく阪神タイガースの試合観戦をしていたが、野球にはあまり興味がない。広島東洋カープとは相性が悪いが、広島県のテレビ局のローカル番組には数回ゲスト出演している。
座右の銘は「死ぬわけじゃないし」（阪神・淡路大震災の経験から）。
実家で飼っていた愛犬の名は、イヴ（メス）。
タレントの高見こころは、小学校時代の友人。

### 性格
学生時代から人見知りで、高校時代はクラスメイトに話し掛けるのにも苦労していたという。MBS『ロケみつ』のブログ旅シリーズにおいても、現地の人々に中々話し掛けられず苦悩しているシーンが度々放送されており、同行のカメラマン兼総合演出担当だった森貴洋（通称『親玉』）もこの点を指摘している。

### 評価
新世紀エヴァンゲリオンの渚カヲル役をしていた声優の石田彰はテレビで彼女のブログ旅を見てファンになり絶賛もしている。また、映画監督の行定勲は、桜 稲垣早希が隔週でレギュラー出演をしている「ピーコ&兵動のピーチケパーチケ」にゲスト出演した際に、稲垣本人の目の前で「早希ちゃんのファンだ」と認めている。

### エピソード
幼少時にはピアノを習っており、MBS『ロケみつ』「目指せ!鹿児島 西日本横断ブログ旅」では、岡山県高梁市立吹屋小学校のオルガンで「ジングルベル」を弾いて、腕前を披露している。なお、「ジングルベル」を選んだのはそれしか暗譜していなかったためである。ピアノは7年間習っていたが、楽譜もろくに読めないまま教室を辞めた。その後、単独公演で自身の出囃子でもある「残酷な天使のテーゼ」のピアノ・ソロ編曲版を弾くことに決め、キーボードやロールピアノを買って猛練習し、同曲をレパートリーに入れることに成功している。
ピン芸人になる際、よく当たるという占い師に見てもらったところ、「『桜』を取ると華がなくなるから付けておきなさい」と言われ、芸名を「桜 稲垣早希」にした。当初は「桜 早希」にするつもりであった。
中学2年の時に英検4級を受験したものの不合格となったが、翌年には英検4級に再チャレンジして合格した。また、かつて原付免許取得のための筆記試験に2度落ちた経験があり、自動車類の免許は一切取得していない。
漢字が苦手であり、「ロケみつ」で、近江牛を「ちかえぎゅう」と読んでいた経緯があり、鳥取を「取鳥」と書くなどの失敗が多く見られた。

## 賞レースの戦績

### R-1ぐらんぷり
- 2008年 2回戦進出
- 2009年 2回戦進出
- 2010年 準決勝進出
- 2011年 準決勝進出
- 2012年 準決勝進出
- 2013年 準決勝進出
- 2014年 準決勝進出
- 2015年 準決勝進出
- 2016年 3回戦進出
- 2017年 大阪準々決勝進出
- 2018年 3回戦進出

### THE W
女芸人No.1決定戦 THE W
- 2017年 2回戦進出

## 受賞歴
- 2010年 よしもとべっぴんランキング 第2位[2][56]
- 2010年 よしもとオシャレ芸人ランキング女性部門 第5位
- 2011年 よしもとべっぴんランキング 第2位[2]
- 2011年 よしもとオシャレ芸人ランキング女性部門 第3位[3]
- 2012年 よしもとべっぴんランキング 第2位[2]
- 2012年 よしもとオシャレ芸人ランキング女性部門 第4位[4]
- 2013年 よしもとべっぴんランキング 第3位[2]
- 2014年 よしもとべっぴんランキング 第4位[2]
- 2015年 よしもとべっぴんランキング 第5位[5]

## 出演

### テレビ
レギュラー
- 週刊プラチケ!（2006年4月12日 - ???、関西テレビ）
- いそべっちの気まぐれプチ旅行（2006年9月 - 2008年9月、奈良テレビ）
- ちちんぷいぷい（MBSテレビ）
  - ちちんぷいぷい（2011年1月14日 - 2011年3月25日） - 金曜「チドリサイクル」ナレーション担当
  - ちちんぷいぷい（2011年4月22日 - 2012年3月23日） - 金曜「京都上ル下ル 千年千鳥」ナレーション担当
- 千鳥のぼっけぇTV!（GAORA・MBSテレビ） - ナレーション担当
- もっと知りたい!大阪府議会（2012年1月8日 - 2012年3月25日、読売テレビ）
- 地元応援バラエティ このへん!!トラベラー（2011年10月 - 2012年10月6日、ABCテレビ、テレビ東京、中京テレビほか） - この!!トラくんの声（オープニングスポット、イチオシスポット紹介時の「イチオシだトラ!」のナレーション）
- あほやねん!すきやねん!（2010年3月29日 - 2013年3月、NHK大阪） - 月曜レギュラー→2011年春より木曜レギュラー
- 天真爛漫☆セキララ子〜恋敗女子のための幸せ応援バラエティ〜（2013年1月 - 3月、ABCテレビ）
- ノリで行こう!!（2012年10月3日 - 2014年9月27日、テレビ大阪）
- ロケみつ[注 6]（2008年10月9日 - 2015年3月27日、MBSテレビ）
  - 関西縦断ブログ旅（2008年8月21日 - 2009年1月8日）前番組なまみつでの同企画（2008年8月21日 - 9月25日）を継続
  - 四国一周ブログ旅（2009年1月15日 - 9月24日）
  - 目指せ!鹿児島 西日本横断ブログ旅（2009年10月1日 - 2012年3月29日）
  - 目指せ!ポルトガル ヨーロッパ横断ブログ旅（2012年4月12日 - 2014年3月28日）
  - 『ロケみつ フライデー』（2014年4月18日 - 2015年3月27日） - 名誉顧問（スタジオレギュラー）
- ピーコ&兵動のピーチケパーチケ（2011年4月13日 - 2023年3月、関西テレビ）
- キン★ドンより「祇園笑者」（2011年7月22日 - 2015年4月10日、読売テレビ） - 祇園笑者案内 役
- おはよう朝日土曜日です（2014年4月5日 - 2018年3月31日、ABCテレビ） - 「さきドリ!せやったんや!」リポーター
- 日曜なもんで! （2014年4月20日 - 2015年6月28日、テレビ愛知）
- 発掘!!ぱちんこスターパチの穴（2014年10月4日 - 2015年9月26日、テレビ大阪）
- 経済バラエティ番組「Bプロジェクトたむら社長室」（2014年11月3日 - 2015年9月28日、サンテレビ） - 社長秘書 役
- 教えてDr.イトーお悩みカルテ（2015年10月6日 - 2016年5月、KBS京都） - ナース 役
- どきワク関西（2016年4月5日 - 6月28日、J:COMチャンネル関西エリア） - 火曜日担当
- 副業芸人 増やせ!月収10万円（2016年8月4日 - 10月24日、サンテレビ）
- NERV購買部第4BS出張所（2019年4月24日 -2021年5月9日 、BS日テレ） - アシスタント
- バラエティー生活笑百科（2017年4月22日 - 2022年4月9日、NHK大阪） - 相談室秘書（アシスタント）

不定期出演
- チュー'sDAYコミックス 侍チュート!（2009年6月30日 - 2010年3月9日、MBSテレビ）
- あらびき団（2009年7月8日 - 10月28日・2011年3月8日、TBS）若井おさむとのアムロ&アスカコラボ実況で出演

非レギュラー
- ちちんぷいぷい（2009年11月16日・12月14日・2010年6月2日・15日・7月29日・30日・8月31日・10月28日・12月2日・2011年1月5日・4月21日・6月29日・2012年3月20日・2014年7月17日、MBSテレビ）
- 高校講座ベーシック10 シーズン2「国語 ステップ1・3・5・7・9」（2010年4月5日・7日・9日・13日・15日、NHK教育）
- ミリオンの扉（2010年5月11日深夜・10月12日深夜・26日深夜・2011年4月28日深夜・9月22日深夜、読売テレビ）
- せやねん!（2010年5月29日・2011年4月16日・7月2日・2012年7月7日・2014年7月26日、MBSテレビ）
- かんさい情報ネットten!（2011年1月18日・5月31日・2014年2月・9月2日・2015年7月7日・8月25日・10月27日・12月22日・2016年2月9日・4月12日・6月21日・11月1日・2017年2月14日、読売テレビ）
- 真夜中市場〜ハイヒールの眠れない夜〜（2011年2月25日深夜・6月3日深夜・2014年5月30日深夜・2015年4月10日深夜・9月18日深夜・2016年8月5日深夜、関西テレビ）
- キャラもん（2011年5月17日・6月7・21日・7月12・26日・8月16日・9月6日・27日・10月25日・11月15日・12月13日・12月20日、読売テレビ） - あさくら南 役
- グッバイ★ハロー 日本縦断駅伝旅（2012年6月25日深夜・7月2日深夜・7月9日深夜・7月16日深夜、TOKYO MX）
- アグレッシブですけど、何か?（2012年9月5日深夜・9月12日深夜・9月19日深夜、2013年9月18日深夜、2013年11月6日深夜・12月18日深夜、広島ホームテレビ）
- ケンコバのバコバコテレビ（2014年9月5日 - 9月26日深夜、2016年5月6日 - 5月27日深夜、サンテレビ）
- 大阪マラソンへの道 2015 （2015年8月30日 - 10月18日、eo光チャンネル）
- パチゲットテレビ（くまもと県民テレビ、2015年10月3日・11月28日・12月5日・2016年1月30日・2月6日・7月16日・7月23日）
- とんねるずのみなさんのおかげでした（フジテレビ）
  - 波瑠が来たから春がきた!超豪華特大3時間半SP[注 7]（2016年3月24日）
  - 細かすぎて伝わらない紅白モノマネ王座決定戦2時間半SP（2016年12月22日）
  - 細かすぎるモノマネ未公開集で年末泣く泣くカットした必笑ネタ一挙放出（2017年1月19日）

### 時代劇
- 剣客商売（2004年2月17日、フジテレビ）第5シリーズ第3話「越後屋騒ぎ」 - おゆみ 役

### テレビアニメ
- あいまいみー -妄想カタストロフ-（2014年、AT-X他） - 国木田まり子〈第1話、第12話〉、消防隊員〈第4話〉、女のコ〈第12話〉 役

### ラジオ
レギュラー
- ラジオよしもと むっちゃ元気スーパー!（ラジオ大阪）
  - （2006年11月 - 2008年6月）- 水曜アシスタント
  - （2008年7月25日 - 2009年7月31日）- 金曜アシスタント
- 桜のお話（2007年10月6日 - 2009年8月29日、ラジオ大阪） - コンビで担当
- ヨシモト＊chatterbox!（YES-fm）
  - （2006年4月 - 2007年9月）- 火曜アシスタント
  - （2009年5月1日 - 10月30日）- 金曜 コンビで担当
  - （2009年11月6日 - 2012年4月27日）- 金曜 キンチャク 浅本美加（2012年3月18日よりピンで活動）と担当
  - （2012年5月4日 - 2014年4月4日）- 金曜 ミサイルマン 西代洋と担当
- 桜・稲垣早希の楽園Dガールズ（2009年11月6日 - 2010年3月26日、YES-fm）
- うふふガールズ♥Lab（2010年4月2日 - 12月31日、YES-fm）
- 妄想ポンバシ系（ラジオ大阪）
- うたバッカ木曜日（2014年4月3日深夜 - 2015年3月26日深夜、MBSラジオ）ワタナベフラワー - ムサと担当（2014年10月2日よりパートナーがムサから学天即に交代）
- こんちわコンちゃんお昼ですょ!（2009年10月23日 -2015年3月27日、MBSラジオ） - 金曜「桜 稲垣早希のちょっとお邪魔します」コーナー担当
- 桜 稲垣早希のアニメ・アイドルバッカ（2015年4月2日深夜 - 2016年9月22日深夜、MBSラジオ）
- 桜 稲垣早希のアニメ・アイドルスタジオ（2016年9月28日深夜 - 2017年3月29日深夜、MBSラジオ） - NMB48の三田麻央と担当
- mysta presents コエチャン!-VOICE CHAMPION GRANDPRIX-（2018年8月3日 - 12月28日、Tokyo FM）

非レギュラー
- SATURDAY SPORTS BAR（2009年6月13日・27日、7月11日・25日、FM OSAKA） - ボートピア梅田Saturday Dream Race
- ラジオよしもと むっちゃ元気スーパー!（ラジオ大阪）
  - ラジオよしもと むっちゃ元気スーパー!（2009年10月30日・2010年6月4日・2011年3月23日） - ゲスト出演
  - ラジオよしもと むっちゃ元気スーパー!（2012年2月20日・21日・22日・23日・24日） - サブロー・ガリガリガリクソン・桜 稲垣早希のトリオ漫才

### インターネット番組

#### 現在の出演番組
レギュラー
- GuuGooチャンネル（2018年11月2日[注 8] - 、YouTube）※毎週1回更新

不定期番組
- 桜 稲垣早希チャンネル 早希TUBE（2016年5月18日 - 、YouTube）

#### 過去の出演番組
レギュラー
- 桜・稲垣早希とキンチャクのふくろとじ（2010年2月12日 - 10月1日、ニコニコ生放送）
- もっと! 桜 稲垣早希（2010年10月8日 - 2014年4月25日、ニコニコ生放送）
- 地元応援バラエティ このへん!!トラベラー
  - YouTube内ウェブ限定動画「トラつべ」（2011年6月10日、2012年4月25日）
  - この!!トラくん着ボイス（2011年6月13日配信開始、ケータイよしもと）
- 早希ちゃんニュース 話題のニュースに稲垣早希が一言!（2012年1月23日 - 2013年2月6日、JOCKY）
- 新生紀ドラゴゲリオンZ[注 9]（2014年4月27日 - 2020年8月23日、ニコニコ生放送）※毎月2回放送[注 10]

その他
- 吉本興業チャンネル（YouTube）
  - 告知動画多数出演[59][60][61]（初出演2008年5月19日）
  - ネタ動画「全てはゼーレのシナリオ通りやから…」（2008年5月29日）
- 溜池Now ギザ細かすぎて伝わらない アニメものまね選手権（2008年7月7日・21日・8月4日、GyaO）
- よしよし動画（仮）（ニコニコ動画）
  - 告知動画複数出演[62]（2009年11月20日初出演）
  - 「もっと!桜 稲垣早希」アーカイブ動画（2011年6月8日・9日・21日・23日・28日・7月4日）
- 桜 稲垣早希とつぼみのニコニコ開花宣言ちゃんねる（ニコニコ動画）
  - 告知動画複数出演[63]（2010年2月1日初出演）
  - ショートコント「赤ずきんちゃん」（2010年2月1日）
  - イベント動画「つぼみの勝手に妹宣言」ダイジェスト（2010年2月1日）
  - 大麻撲滅キャンペーン〜大麻特別授業〜（2011年11月25・26日・12月2日）
  - 関西国際空港 大阪税関 麻薬探知犬管理センター見学（2011年12月14日）
- まね-1GP（ものまね診断サイト「まね-1GP」）
  - まね-1GP まねチャレバトル（2010年10月13・19日・11月4・9・11・16・18・23・25日）
  - まね-1GP 桜 稲垣早希のムチャぶり!!（2010年10月13日・11月5・12・19・26日・12月3日）
- 桜 稲垣早希の「くまもとさくら旅」（「わくわく都市くまもと」熊本シティブランド公式サイト）
  - 第1話 新幹線は桜の架け橋の巻（2012年2月17日）
  - 第2話 熊本城制覇です〜の巻（2012年2月23日）
  - 第3話 城彩苑より愛をこめての巻（2012年3月1日）
  - 第4話 下通りの夜はやさしく微笑むの巻（2012年3月8日）
  - 第5話 あんたがたどこさ♪狸は見たの巻（2012年3月15日）
  - 第6話 頬を赤く4番まで?の巻（2012年3月24日）
  - 第7話 さよなら熊本 また会いたいモン!の巻（2012年3月29日）
- 大阪ガスファンヒーターWebCM（2012年11月 - ）
- シャープWebCM 桜 稲垣早希の「ここにもシャープ!」（2015年2月- ）
- 瀬戸内市観光PR動画 日本刀の聖地「長船」編 （出演：デニス・桜 稲垣早希） （瀬戸内市公式チャンネル、2016年2月11日 ）
- 〜走ってキレイになる!桜 稲垣早希のアクティブ女子補完計画〜（資生堂YouTube、テキスト版は「資生堂 ANESSA」公式Facebookに掲載）
  - Vol.1  桜 稲垣早希、アクティブ女子補完計画を知る（2016年4月22日）
  - Vol.2  マラソン完走請負人のトレーナーと出会う（2016年5月11日）
  - Vol.3  ランニングメークで変身!（2016年5月11日）
  - Vol.4  ハートがドキドキしちゃう!?（2016年6月7日）
  - Vol.5  フォーム改善と笑顔の先にあるのは…!?（2016年6月13日）
  - Vol.6  大阪城公園のランでまさかの選択・・・!?（2016年6月24日）
  - Vol.7  カウントダウン作戦発動!?（2016年6月24日）
  - Vol.11 夏!海辺でのトレーニング（2016年8月10日）
  - Vol.12 走る前と後がポイントだった...!?（2016年8月10日）
  - Vol.14 ビフォー・アフターで全然違う!?（2016年8月22日）
  - Vol.16 10kmの壁を越えられるのか!?（2016年9月14日）
  - Vol.18 神戸の山で強化トレーニング!?（後編）（2016年10月13日）
  - Vol.20 神戸で街ラン強化トレーニング!（後編）（2016年10月31日）
  - Vol.22 神戸でトラックランに挑戦!（後編）（2016年10月31日）
  - Vol.24 フルマラソン強化トレーニング!（中編）（2017年1月15日）

（Vol.8 - 10、13、15、17、19、21、23は動画無し）
- モンスターストライク（モンスト）WEB限定動画 |XFLAG公式 （YouTube、2016年8月1日）
  - [30秒] ゴジラ対エヴァンゲリオンコラボ モスラ&レイ篇
  - [60秒] ゴジラ対エヴァンゲリオンコラボ ゴジラ×第13号機篇
  - [30秒] ゴジラ対エヴァンゲリオンコラボ ゴジラ×第13号機篇
  - [30秒] ゴジラ対エヴァンゲリオンコラボ ゴジラ&初号機篇
  - [15秒] ゴジラ対エヴァンゲリオンコラボ メカゴジラ&アスカ篇
  - [30秒] ゴジラ対エヴァンゲリオンコラボ メカゴジラ&アスカ篇
- マックスむらいの公式YouTubeチャンネル動画
  - ベジータ様（R藤本）とエヴァ芸人 稲垣早希ちゃんがAppBankにやってきた!!シリーズ（2016年8月22日 - 2016年8月28日）※毎日更新全7回

### 映画
- 都会のシカク（2009年3月20日、沖縄国際映画祭でのイベント上映作品）[注 11]
- FLY! 〜平凡なキセキ〜（2011年3月23日、沖縄国際映画祭長編プログラム Peace部門上映作品。2012年3月10日、全国公開）
- ロケみつ THE MOVIE このさきのむこうに（2012年3月24日、沖縄国際映画祭長編プログラム Peace部門上映作品）
- エル・シュリケンvs悪魔の発明（2013年3月23日、沖縄国際映画祭特別上映プログラム デルシネ部門上映作品）
- 西遊記 〜はじまりのはじまり〜（2014年11月21日、日活） - スーメイ 役（日本語吹替）[64]

### インターネット配信映画
- ORBIS×よしもと スペシャルWEBムービー「星が笑ってる」（オフィシャルサイト・YouTube）
  - 予告編公開（2011年1月16日）
  - メイキング映像公開（2011年3月26日）
  - 第四話 キツネとカラス（2011年4月27日）

### 舞台・ライブ

#### 舞台
- よる芝居1月公演 「CROSS CONNECTION」（2009年1月14日 - 1月18日、京橋花月）
- よる芝居12月公演 「mrcr,ktkr. - メリクリ、キタコレ。 -」（2009年12月22日・23日・25日、京橋花月） ※主演
- やりすぎフェスタ in 京橋花月 〜劇場版 芸人都市伝説〜 NON STYLE班「僕のひ孫は宇宙人!?」（2010年1月13日・18日・27日・2月1日・10日・15日・24日、京橋花月）
- よる芝居7月公演 「Magic Spell マジスペ! 〜魔法の呪文ありますか?〜」（2010年7月22日 - 25日、京橋花月） ※主演
- 桜 稲垣早希のセンパイとあそぼう!（2011年1月 - 10月。月1で開催。京橋花月）
- やりすぎフェスタ in 京橋花月2011 〜劇場版 芸人都市伝説〜 はんにゃ座長公演「みかんおじさん」（2011年2月27日、京橋花月） - 女性警察官 役 ※ゲスト出演
- 桂三枝芸能生活四十五周年記念特別公演「花の駐在さん 〜いちにのさんしで夢波止場〜」（2011年4月26日、なんばグランド花月）
- さよなら京橋花月 ファイナルイベント（2011年11月30日、京橋花月）
- 桜 稲垣早希Level x（xには数字が入る。2012年1月 - 2013年8月。月1で開催。Level1からLevel20まで行われた。ヨシモト∞ホール）
- あやまんJAPANと桜 稲垣早希の祇園遠征試合（2012年3月4日、よしもと祇園花月）
- 小泉エリVS桜 稲垣早希
  - 小泉エリVS桜 稲垣早希〜千の日の前の女の戦い〜（2012年3月19日、5upよしもと）
  - 小泉エリVS桜 稲垣早希〜AのBのCの女の戦い〜（2012年6月27日、ABCホール）
  - 小泉エリVS桜 稲垣早希〜堺の筋の本の町の女の戦い〜（2013年4月4日、テイジンホール）
  - 小泉エリVS桜 稲垣早希〜OのBのPの女の戦い〜（2013年8月10日、OBP円形ホール）
  - 小泉エリVS桜 稲垣早希〜女の帝の人の戦い〜（2014年11月28日、テイジンホール）
  - 小泉エリVS桜 稲垣早希〜東の別の院の女の戦い〜（2014年12月13日、東別院ホール）
- うめきた・グランフロント大阪 ナレッジシアターこけら落とし公演 大阪大学ロボット演劇プロジェクト×吉本興業 ロボット演劇版「銀河鉄道の夜」 原作：宮沢賢治、作・演出：平田オリザ（2013年5月2日・4 - 6日・8 - 9日・11 - 12日、ナレッジシアター）
- 挑戦者!桜 稲垣早希の果たし状（2013年7月10日、5upよしもと）
- よしもとワースト脳力王決定戦夏休みスペシャル!〜おバカ達の夏休み最後のお勉強!〜（2013年8月29日、なんばグランド花月）
- 挑戦者!桜 稲垣早希の果たし状・東京（2013年9月17日、ルミネtheよしもと）
- ぱちんこお笑いライブ〜ZAZAで行こう!!
  - ぱちんこお笑いライブ〜ZAZAで行こう!!（2013年11月11日、道頓堀ZAZA HOUSE）
  - ぱちんこお笑いライブ〜ZAZAで行こう!! vol.2（2014年2月17日、道頓堀ZAZA HOUSE）
- いい匂い〜よしもとガールズ忘年会〜（2013年12月31日、道頓堀ZAZA HOUSE）
- 天津向プロデュース「アニ×ワラ」（2014年1月18日 - ）※不定期開催

- 新生紀ドラゴゲリオンZ劇場版（2014年6月14日 - 2018年12月9日）※基本ヨシモト∞ホールで月1開催。2016年からは大阪の道頓堀ZAZA、YES THEATERでも開催。

- 爆ハリ!（2014年9月10日、よしもと幕張イオンモール劇場）
- よしもと新喜劇「夢叶え!年末ジャンボな3人衆」（2014年11月29日、なんばグランド花月）
- EVEMON TKF!（2014年12月1日・2015年1月5日・2月2日・3月9日・4月20日・5月18日・6月1日・7月20日・8月10日・9月28日・10月26日・11月2日、コラントッテホール）
- 元祖黒久1・1・1「タクシードライバーエピソード」 作：黒田たもつ、お〜い!久馬、森澤匡晴、演出：黒田たもつ（2015年1月6日&7日、ABCホール）
- 人気者ライブ〜芸歴10年経ってしまった〜（2015年1月27日、道頓堀ZAZA HOUSE）
- Dear Woman〜私達、結婚できる女になります〜（2015年4月23日、道頓堀ZAZA HOUSE）
- 今くるよグランド花月〜VIVA女芸人〜（2015年8月31日、なんばグランド花月）
- ネタで〜オールナイトフィーバー!ハロウィンスペシャル!（2015年10月31日、なんばグランド花月）
- ドラゴンクエストXどっぷり芸人オールナイト
  - ドラゴンクエストXどっぷり芸人オールナイト（2015年11月14日、ルミネtheよしもと）
  - ドラゴンクエストXどっぷり芸人オールナイトNGK（2016年6月10日、なんばグランド花月）
- 宮村優子×桜 稲垣早希プレゼンツ!
  - 宮村優子×桜 稲垣早希プレゼンツ!「さきの部屋〜あんた、バカ!?って言われたい〜」&「みやむーの部屋〜結婚観など語りつつも新しいネタさがしてこ!〜」（2016年1月30日、神戸ラピスホール）
  - 宮村優子×桜 稲垣早希プレゼンツ in 東京!「さきの部屋〜アスカ補完計画!シンクロ率400%!〜」&「みやむーの部屋〜ノープランで進めちゃうなんてあんたバカァ?!〜」（2016年8月14日、四谷区民ホール）
  - 宮村優子×桜 稲垣早希プレゼンツ in 大阪!「みやむー&さきの部屋〜お昼は楽しくおしゃべりの回〜」&「みやむー&さきの部屋〜夜はわいわいゲームの回〜」（2017年3月4日、世界館）
  - 宮村優子×桜 稲垣早希プレゼンツ in 渋谷!「みやむー&さきの部屋 〜みやむとさきが揃ったら楽しくないわけないんだから!〜」&「みやむー&さきの部屋 〜ステージ観ずにみやむとさきの声聞き分けられる!?〜」（2017年8月20日、シダックス・カルチャーホールA）
- 朝日ガールズ芸人コレクション（2016年2月27日、朝日劇場）
- 女芸人大祭り（2016年6月14日、道頓堀ZAZA HOUSE）
- 劇団そとばこまち第114回公演「五右衛門」 お楽しみゲスト出演（2016年7月1日、近鉄アート館）
- 「爆笑!いそべのゲームワールド」（2016年7月24日、大丸心斎橋劇場）
- 中之島文楽 文楽入門トークゲスト（2016年8月25日、大阪市中央公会堂大集会室）
- よしもとコスプレ芸人ライブ（2016年9月16日、朝日劇場）
- 女芸人大祭り（2017年5月2日、YES THEATER）
- YouTuberサキキン☆の神爆笑オフ会（2017年11月3日、道頓堀ZAZA HOUSE）

#### 劇団アニメ座
本公演
- 劇団アニメ座 （2010年11月15日 - ）※本公演レギュラーメンバー、本公演にはほぼ毎回出演

番外編
- 劇団アニメ座番外編〜思えばトークへ来たもんだ〜（2013年4月2日、新宿文化センター小ホール）
- 劇団アニメ座番外編 〜よりぬきアニメ座さん〜（2013年6月22日、新宿シアターモリエール）
- 劇団アニメ座オーディション2014（2014年3月15日、ヨシモト∞ホール）
- 劇団アニメ座オーディション2014@大阪（2014年4月24日、道頓堀ZAZA HOUSE）
- 劇団アニメ座ネタバトル〜夢の超人タッグ編!〜（2014年10月20日、新宿文化センター小ホール）
- 劇団アニメ座オーディション2015（2015年12月6日、よしもと∞ホール）
- 第三回アニメ座オーディション大阪（2015年12月7日、ロフトプラスワンWEST）

#### 単独公演
- 「桜・稲垣早希単独ライブ 〜第壱話 早希、襲来〜」（2010年2月28日、ヨシモト∞ホール大阪）
- 「桜 稲垣早希オブネタイヴェント新劇場版：希 〜YOU CAN（NOT）LAUGH〜」（2010年9月5日、京橋花月・9月18日、SUNSHINE STUDIO・9月20日、よしもと紙屋町劇場・9月30日、よしもとプリンスシアター）
- 「桜 稲垣早希ネタイヴェント新劇場版 : 弐 〜YOU ARE（NOT）THE BEAST〜」（2011年5月28日、京橋花月・6月13日、よしもと紙屋町劇場・6月18日、SUNSHINE STUDIO・6月26日、よしもとプリンスシアター）
- 「桜 稲垣早希ネタイヴェント新劇場版：九 〜YOU CAN（NOT）MAKE A GOAL〜」（2011年11月1日、京橋花月・11月14日、よしもと紙屋町劇場・11月16日、新潟LOTS・11月27日、今池ガスホール・11月29日、くまもと森都心プラザホール・12月4日、ルミネtheよしもと）
- 「桜 稲垣早希三都市ネタ補完計画」（2012年7月16日、松下IMPホール・7月22日、東別院ホール・7月29日、ルミネtheよしもと）
- 「桜 稲垣早希ネタイヴェント新劇場版:R 〜YOU CAN（NOT）UNDO〜」（2012年12月2日、なんばグランド花月・12月9日、東別院ホール・12月16日、ルミネtheよしもと）
- 「桜 稲垣早希ネタイヴェント〜ファイナリスト作戦、発進!〜」（2014年2月11日、ルミネtheよしもと・2月15日、大丸心斎橋劇場）
- 「【閲覧歓迎】桜 稲垣早希売れる気まんまん補完計画【R12】」（2017年4月30日、新宿シアターモリエール）

### CM
- NTTグループ「Bフレッツ」
- PRISILA
- サンガリア「チューハイタイム」「炭酸水」[65]
- イートアンド「よってこや」
- 大丸「ufufuガールズ」
- GIZA studio Chicago Poodle「桜色」
- 桜 稲垣早希の「くまもとさくら旅」（熊本市の政令指定都市移行決定記念関西地方向け観光PRCM）

### PV
- 高野健一 「桜ひらり」プロモーションビデオ（2010年3月26日公開）

### MV
- アッシュ・Kamakura（2010年）[66][67]

### ゲーム
- 魔都紅色幽撃隊 - 深舟さゆり（2014年、PlayStation 3、PlayStation Vita）[68][69]
- 魔都紅色幽撃隊 DAYBREAK SPECIAL GIGS - 深舟さゆり（2015年、PlayStation 4、PlayStation 3、PlayStation Vita）

### アプリ
- 癒し系天気アプリ「美人天気」（2011年4月9日より配信分、ドワンゴ）
- よしもとキスコレクション キュート編（2012年7月25日より配信分、SK プラネット・ジャパン）
- よしもと芸人しゃべキャラ（2012年11月16日より配信、NTTdocomoスマートフォンのみ対応。jookey）

### その他
- 今宮戎神社 十日戎宝恵かご行列（2010年1月10日）

## 作品
DVD/Blu-rayの記述のないものはいずれも「よしもとアール・アンド・シー」から発売。

### DVD

#### コンビ時代ライブ
- ようこそ桜の季節へ（2009年12月23日発売）
- 桜の季節〜卒業〜（2010年6月9日発売）

#### 単独ライブ
- 桜 稲垣早希 ツアーDVD 桜 稲垣早希ネタイヴェント新劇場版：九 〜YOU CAN（NOT） MAKE A GOAL〜（2012年3月14日発売）

#### ロケみつDVD
- ロケみつ 〜ロケ×ロケ×ロケ〜 桜・稲垣早希の関西縦断ブログ旅
  - ブログ旅1 トラの巻（2010年6月2日発売）
  - ブログ旅2 パンダの巻（2010年6月2日発売）
- ロケみつ 〜ロケ×ロケ×ロケ〜 桜 稲垣早希の四国一周ブログ旅
  - ブログ旅3 ウサギの巻（2010年12月1日発売）
  - ブログ旅4 ネコの巻（2010年12月1日発売）
  - ブログ旅5 ウシの巻（2010年12月22日発売）
  - ブログ旅6 赤オニ青オニの巻（2010年12月22日発売）
- ロケみつ 〜ロケ×ロケ×ロケ〜 桜 稲垣早希の目指せ!鹿児島 西日本横断ブログ旅
  - ブログ旅7 ヒツジの巻（2011年6月29日発売）
  - ブログ旅8 カエルの巻（2011年6月29日発売）
  - ブログ旅9 キリンの巻（2011年7月27日発売）
  - ブログ旅10 サルの巻（2011年8月31日発売）
  - ブログ旅11 カニの巻（2011年9月28日発売）
  - ブログ旅12 ネズミの巻（2011年10月26日発売）
  - ブログ旅13 ウマの巻（2011年11月30日発売）
  - ブログ旅14 ブタの巻（2011年12月21日発売）
  - ブログ旅15 ゾウの巻（2011年12月21日発売）
  - ブログ旅16 イヌの巻（2012年1月25日発売）
  - ブログ旅17 タヌキの巻（2012年2月29日発売）
  - ブログ旅18 ニワトリの巻（2012年3月28日発売）
  - ブログ旅19 ハトの巻（2012年4月25日発売）
  - ブログ旅20 トナカイの巻（2012年5月30日発売）
  - ブログ旅21 テントウムシの巻（2012年6月27日発売）
  - ブログ旅22 ミツバチの巻（2012年7月25日発売）
  - ブログ旅23 ドブネズミの巻（2012年8月29日発売）
  - ブログ旅24 七面鳥の巻（2012年9月26日発売）
  - ブログ旅25 黄オニの巻（2012年10月31日発売）
  - ブログ旅26 大きいアスカ小さいアスカの巻（2012年11月28日発売）
- ロケみつ番外編 ロケみつ THE MOVIE このさきのむこうに +和歌山&高知 お礼参りの旅（2012年11月28日発売）
- ロケみつ ザ・ワールド 桜 稲垣早希のヨーロッパ横断ブログ旅
  - ブログ旅27 オーストリア編 その（1）（2013年3月27日発売）
  - ブログ旅28 オーストリア編 その（2）（2013年3月27日発売）
  - ブログ旅29 イタリア編 その（1）（2013年5月29日発売）
  - ブログ旅30 イタリア編 その（2）（2013年6月26日発売）
  - ブログ旅31 イタリア編 その（3）（2013年7月31日発売）
  - ブログ旅32 スイス編 その（1）（2013年8月28日発売）
  - ブログ旅33 スイス編 その（2）（2013年9月25日発売）
  - ブログ旅34 ドイツ編その（1）（2013年10月30日発売）
  - ブログ旅35 ドイツ編その（2）（2013年11月27日発売）
  - ブログ旅36 ドイツ編その（3）&オランダ編その（1）（2013年12月25日発売）
  - ブログ旅37 オランダ編その（2）（2014年1月29日発売）
  - ブログ旅38 ベルギー&ルクセンブルク編（2014年1月29日発売）
  - ブログ旅39 フランス編その（1）（2014年2月26日発売）
  - ブログ旅40 フランス編その（2）&スイス編その（3）（2014年2月26日発売）
  - ブログ旅41 スイス編その（4）&フランス編その（3）（2014年3月26日発売）
  - ブログ旅42 スペイン編その（1）（2014年3月26日発売）
  - ブログ旅43 スペイン編その（2）&ポルトガル編その（1）（2014年5月28日発売）
  - ブログ旅44 ポルトガル編その（2）（2014年6月25日発売）
- ロケみつ ザ・ワールド 桜 稲垣早希と挑む!香港・マカオ3番勝負!（2014年6月25日発売）

#### その他の参加作品
- 剣客商売 第5シリーズ（第2巻）第3話「越後屋騒ぎ」／第4話「狐雨」（松竹ホームビデオ、2006年4月27日発売）
- はりけ〜んず前田 単独オタクコントライブ 登風（2008年6月25日発売）
- 侍チュート! コント×コント×コント（2010年2月24日発売）
- 裏base NEXTブレイク芸人大集合2010（2010年4月28日発売）
- あらびき団 第2回本公演 〜ミュージックパワー〜（2011年2月23日発売）
- YOSHIMOTO presents LIVE STAND 2010 OSAKA 男前祭り〜男前だけじゃないカワイイ芸人コレクション〜（2011年7月13日発売）
- ダイナマイト関西2010 third（2011年7月13日発売）
- R-1ぐらんぷり2011（2011年8月24日発売）
- YOSHIMOTO WONDER CAMP TOKYO〜Laugh&Peace 2011〜（2011年11月16日発売）
- 祇園笑者（2011年12月21日発売）
- 祇園笑者 〜男前（イケメン）喋り手集〜（2013年2月6日発売）
- R–1ぐらんぷり2013（2013年7月3日発売）
- スロ魂DVD Vol.1 〜桜 稲垣早希の趣味スロ〜（辰巳出版株式会社、2015年4月28日発売）
- スロ魂DVD Vol.2 〜桜 稲垣早希の趣味スロ〜（辰巳出版株式会社、2015年6月29日発売）

### Blu-ray Disc
- ロケみつ 〜ロケ×ロケ×ロケ〜 桜 稲垣早希のブログ旅Blu-ray BOX 日本編完全版（2015年3月31日）
- ロケみつ ザ・ワールド 桜 稲垣早希のブログ旅Blu-ray BOX ヨーロッパ編完全版（2015年6月24日）

### CD

#### 参加作品
- feat.PLUS[70]（2010年7月14日発売、ビクターエンタテインメント）はつ恋 pal@pop feat.稲垣早希
- 映画「燃える仏像人間」オリジナル・サウンドトラック（2013年7月3日発売、オレンジ・レコーズ）

### 写真集
- 写真集 桜 稲垣早希（2010年12月11日発売、ヨシモトブックス、撮影：蜷川実花）

### カレンダー
- 桜 稲垣早希カレンダー2011（2010年11月10日発売、よしもと倶楽部【ハゴロモ】）

### デザイン
- 大阪府子ども防犯ブザーデザイン（2014年）[71]

## 出囃子
- 高橋洋子 「残酷な天使のテーゼ」（「新世紀エヴァンゲリオン」オープニングテーマ）

## キャンペーン隊長
- 志摩スペイン村カウントダウン2010 よしもと年越し紅白ネタ合戦 キャンペーン隊長（2010年12月31日）
- 大麻撲滅キャンペーン隊長（2011年）[72]